# Toni Henttonen
Toni Henttonen (ur. 19 września 1994 w Savonlinna) – fiński hokeista.

## Kariera
- SaPKo U16 (2009-2010)
- SaPKo U18 (2009-2011)
- SaPKo U20 (2010-2015)
- SaPKo (2011/2012, 2012/2013)
- Sport U20 (2013-2015)
- SaPKo U20 (2015/2016)
- SaPKo (2015-2019)
- lves (2019)
- Ässät (2019-2020)
- IPK (2020-2021)
- Kiruna AIF (2021)
- Ciarko STS Sanok (2021-2022)
- ÚTE (2022-2023)
- IF Troja-Ljungby (2023-)

Wychowanek klubu Savonlinnan Pallokerho. Grał w jego drużynach juniorskich, a także w zespole juniorskim Vaasan Sport. W barwach macierzystego SaPKo występował w lidze Mestis. Od lutego do września 2019 był zawodnikiem Ilves w rozgrywkach Liiga. W listopadzie 2019 przeszedł do Ässät także w Liiga. W październiku 2020 został graczem IPK. Stamtąd w lutym 2021 przeszedł do szwedzkiego zespołu Kiruna AIF z ligi Hockeyettan. W czerwcu 2021 został zaangażowany przez STS Sanok w rozgrywkach Polskiej Hokej Ligi. Od sierpnia 2022 zawodnik węgierskiego klubu Újpesti TE. W grudniu 2023 został zaangażowany w IF Troja-Ljungby.

## Sukcesy
Klubowe
- Złoty medal Mestis: 2017 z SaPKo
- Brązowy medal Mestis: 2018 z SaPKo